# 伊丽莎维塔·莱维娜
伊丽莎维塔（丽莎）莱维娜（英語：Elizaveta (Liza) Levina）是俄裔美国的 数学统计学家，密歇根大学统计系Vijay Nair讲席教授 ，现任系主任。她在高维统计（协方差矩阵估计（covariance matrix estimation）、图模型 （graphical models）），统计网络分析，及 非参数统计 等多个统计学领域做出了杰出贡献。

## 学术生涯
莱维娜1994年在 圣彼得堡国立大学 取得数学学士学位，1997年在 犹他大学 取得数学硕士毕业，之后她前往 加利福尼亚大学伯克利分校 统计系深造，师从于当代最著名的统计学家之一彼得·毕克尔， 2002年取得统计学哲学博士学位。 她的博士论文题为《纹理分析中的统计学问题》。
同年，莱维娜成为密歇根大学统计系助理教授，2009年晋升为副教授，2014年晋升为正教授。她从2012年起担任系博士生项目指导教授，2014年至2020年担任系副主任，2020年至今担任系主任。她同时也担任密歇根数据科学研究所（Michigan Institute for Data Science, MIDAS）和复杂系统研究中心（Center for the Study of Complex Systems）的兼职教授。

## 荣誉
莱维娜2010年获得 美国统计协会 颁发的诺瑟年轻学者奖（Gottfried E. Noether Award），以表彰她在非参数统计领域的突出贡献。该奖金每年授予一位青年统计学家。
她2011年当选为 国际统计学会（ISI） 会员，2016年当选为 美国统计协会 (ASA) 会员和国际数理统计学会 （IMS）会员。
从2017年起，莱维娜成为密歇根大学统计系Vijay Nair讲席教授。
莱维娜应邀在2018年国际数学家大会上做45分钟报告。 2019年被选为国际数理统计学会 奖章讲座（Medallion Lecture）演讲人之一。
莱维娜教授是2016年汤普森ISI“高被引用作者”之一。
她2019年当选密歇根大学杰出教员成就奖(Distinguished Faculty Achievement Award)，该奖每年在全校范围内仅授予5人。

## 家庭
莱维娜的丈夫，爱德华·伊欧尼迪斯（Edward Ionides）也在密歇根大学统计系任正教授。 他们有三个孩子。